# Weisse Liste
Die Weisse Liste (ehemals Weiße Liste) war ein unabhängiges Internetportal, das Orientierung bei der Suche nach Ärzten und Krankenhäusern sowie Pflegeheimen bot. Es war werbefrei und basierte auf wissenschaftlichen Erhebungen. Die Weisse Liste wurde im Jahr 2008 von der Bertelsmann Stiftung in Zusammenarbeit mit den Dachverbänden der wichtigsten Patientenvertretungen und Verbraucherorganisationen aufgebaut. Seit 2011 war eine gemeinnützige Gesellschaft der Bertelsmann Stiftung für den Betrieb und die Weiterentwicklung des Angebots zuständig. Schirmherr der Weissen Liste war Stefan Schwartze, Patientenbeauftragter der Bundesregierung.

## Geschichte
Für den sogenannten Gesundheitsmonitor analysierte die Bertelsmann Stiftung die Krankenversorgung in Deutschland. Dabei stellte sie gravierende Unterschiede in der Qualität der Behandlung und der Information von Patienten fest. Vor diesem Hintergrund entstand Mitte der 2000er Jahre die Idee, die gesetzlich vorgeschriebenen Qualitätsberichte deutscher Krankenhäuser nutzerfreundlicher aufzubereiten. Dieses Vorhaben wurde von mehreren großen Verbänden unterstützt, unter anderem den Sozialverbänden SoVD und VdK sowie dem Bundesverband der Verbraucherzentralen vzbv. Um die Unabhängigkeit der bereitgestellten Informationen sicherzustellen, wurde ein gemeinsames Steuerungsgremium eingerichtet.
Die Entwicklung der Weissen Liste benötigte insgesamt rund zweieinhalb Jahre. Im Juni 2008 veröffentlichte man die erste Version des Internetportals. Der Stern, die taz und andere Medien hoben in ihrer Berichterstattung den innovativen Charakter des Angebots besonders hervor. Innerhalb des ersten Jahres erreichte die Weisse Liste über vier Millionen Zugriffe.
Zunächst wurden alle rund 2.000 deutschen Kliniken mit ihren Fachbereichen aufgelistet. 2011 erweiterte man in Kooperation mit den Allgemeinen Ortskrankenkassen (AOK) und der Barmer GEK den Datenbestand um die Bewertung einzelner Ärzte, was vereinzelt Kritik der Ärztekammern hervorrief. Das System der Weissen Liste bildete die Grundlage für die Befragung von rund 30 Millionen Versicherten, der bisher größten Erhebung dieser Art in Deutschland.
2012 wurden auch Pflegeeinrichtungen in die Weisse Liste aufgenommen. Hierfür entwickelte die Weisse Liste einen spezialisierten Fragebogen und ein eigenes Bewertungsverfahren auf Grundlage der Erhebungen des Zweiten Pflegestärkungsgesetzes („Pflege-TÜV“). Im selben Jahr wurde die Geschäftsstelle der Weissen Liste in Berlin eingerichtet, um den Betrieb und die Weiterentwicklung zu professionalisieren.
Ende März 2024 wurde das Webportal der Weissen Liste geschlossen, weil im Zuge der Krankenhausreform ab Mai 2024 ein Klinik-Atlas vom Bundesgesundheitsministerium bereitgestellt wird. Ein Sprecher des Portals erklärte gegenüber RiffReporter, die Aktualität der Daten habe nicht mehr sichergestellt werden können. Außerdem sollte vermieden werden, dass Patienten durch unterschiedliche Datenbestände und sonstige Angaben verunsichert oder verwirrt werden.

## Beschreibung
Den Kern des Internetportals Weisse Liste bildeten die beiden Suchmaschinen für Ärzte und Krankenhäuser. Die Datenbank konnte nach verschiedenen Kriterien wie Fachgebiet, Spezialisierung, Bewertung oder Standort gefiltert werden. Darüber hinaus wurden ergänzende Informationen wie Checklisten für den Arztbesuch oder Klinikaufenthalt angeboten, welche die Sicherheit der Patienten erhöhen sollten. Ein „Dolmetscher“ übersetzte medizinische Fachbegriffe etwa von Befunden und Diagnosen in verständliche Sprache. Außerdem unterstützte die Weisse Liste bei Entscheidungen über Untersuchungen und Behandlungen, beispielsweise betreffend der Notwendigkeit einer Einnahme von Antibiotika bei Erkältungen.
Die ursprünglich vorhandene Pflegedienst- und Pflegeheim-Suche der Weissen Liste stand später nicht mehr zur Verfügung. Der Hauptgrund hierfür war, dass keine ausreichenden Qualitäts-/Transparenzberichte der Pflegeanbieter mehr zur Verfügung gestellt wurden. Die Pflegeheim-Suche der Weissen Liste lieferte daher Ergebnisse aus dem gesamten Bundesgebiet und speziell für Hamburger Pflegeheime besonders aussagekräftige Informationen. Ergänzend wurde auf andere Verzeichnisse und Beratungsstellen verwiesen.
Neben der klassischen Website gab es die Weisse Liste auch als Mobile App für die Smartphone- und Tablet-Betriebssysteme von Apple und Google. Darüber hinaus wurden grundlegende Standards für die Erhebung und Bewertung der Qualität von digitalen Gesundheitsanwendungen entwickelt.

## Organisation
Die Weisse Liste gemeinnützige GmbH wurde im Oktober 2011 aufgestellt und im Dezember 2011 ins Handelsregister eingetragen. Der Unternehmenszweck erstreckte sich im Wesentlichen auf die Förderung des öffentlichen Gesundheits- und Wohlfahrtswesens sowie die Beratung und den Schutz von Verbrauchern. Dieses wurde unter anderem durch die „Unterstützung und Durchführung von Qualitäts- und Transparenzprojekten“ verwirklicht. Die Gesellschaft verfolgte ausschließlich und unmittelbar gemeinnützige und mildtätige Zwecke im Sinne der Abgabenordnung. Das Stammkapital wurde vollständig von der Bertelsmann Stiftung aufgebracht. Die Geschäftsführung wurde von Jan Carels und Uwe Schwenk ausgeführt.